# 穆尔塔图里
穆尔塔图里（Multatuli，1820年3月2日—1887年2月19日），本名爱德华·道韦斯·德克尔（Eduard Douwes Dekker），荷兰小说家，散文家，他曾长期在荷属殖民地政府里任职，根据自己的经历写成了代表作《马格斯·哈弗拉尔》。小说叙述结构特殊，揭露了荷兰政府在荷属东印度实行的殖民政策对当地农民造成的贫困，至今仍被视为荷兰文学中最重要的作品之一。

## 早年经历
爱德华·道韦斯·德克尔生于阿姆斯特丹，父亲是名商船船长。1835年，他从语法学校毕业后即进入纺织公司工作。1838年随父亲出海远航，第二年初到达荷属东印度的首府巴达维亚（即今雅加达），在雅加达审计署担任二等税务官。他思维活跃，工作努力，被认为是有前途的年轻人。1841年他接受罗马天主教会的洗礼，并向女友求婚，但遭到女友父亲的拒绝，心灰意冷的他开始希望去雅加达以外的省区任职。
1842年德克尔被任命为位于苏门答腊西海岸的纳塔尔（Natal）地区担任官员，这一地区当时经济衰退，许多商船也已不再经过此地，德克尔考察了当地的生产，建议政府给劳工发放大米以提高他们的劳动积极性。第二年，德克尔因为账目不清，有挪用资金的嫌疑被召回雅加达审查，要求他不得参与政治事务，等待审查结果。心怀不满的德克尔用这段时间写了自己的第一部戏剧《失去荣誉的人》，并且完成了很早就开始写的《老人日记残简》。1845年，对德克尔的调查结束，证明了他的清白，他再次被派出外省就任地方官员。
1848年他被任命为苏拉威西上的万鸦老地区的事务秘书，德克尔的道德正义感和工作能力给当地长官留下了深刻印象，于是在1851年离任时推荐他为当地长官，但德克尔没有得到这个职务而是被任命为马鲁古群岛中的安汶岛的副长官。德克尔到安汶岛就任仅几个月，就由于健康原因，回到荷兰养病两年。 1859年他回到荷属东印度，改任爪哇岛万丹区（现为万丹省）勒拜克县的副县长。德克尔是被派去缓解勒拜克县农民的反抗情绪的。德克尔经过调查，认为造成混乱和反抗的原因有两个，一是荷兰政府强迫推行的定植制度不得民心，二是担任殖民政府征税代理人的当地酋长不守法纪，任意剥削百姓。他随即提出了对酋长的控诉，但被县长驳回。德克尔越级向主管将军反映这一情况，没有得到支持，更引起了县长的不满。穆尔塔图里主动辞去了工作，回到了欧洲。

## 马格斯·哈弗拉尔

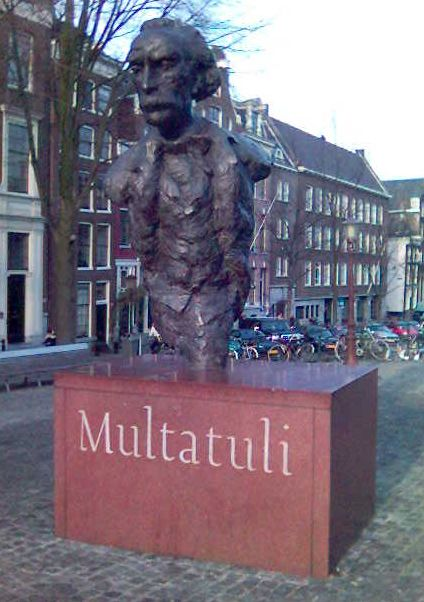
阿姆斯特丹街头的穆尔塔图里塑像

德克尔回到欧洲之后，在四处游历的董事，决定通过文字将所闻所见披露出来。他开始在报纸上发表评论，撰写小册子，但是影响甚微，直到1859年他在布鲁塞尔暂居时，在一个月里完成了小说《马格斯·哈弗拉尔，或荷兰贸易公司的咖啡拍卖》。穆尔塔图里这个笔名源于拉丁文，意思是“我已经承受了太多痛苦”。他写完这本小说后，就把它寄给了当时著名的小说家雅克布·范·兰尼普，对方认识到了这本书的文学价值，同时也预见到了他引起的政治冲击，就要求穆尔塔图里把书的版权交给他，他删去了一些过于激烈的内容后，将这本小说于1860年5月出版，直到兰尼普去世后的1875年，穆尔塔图里才出版了这部小说的未删节版。。
《马格斯·哈弗拉尔》这部小说在内容上，以穆尔塔图里在荷属东印度十几年的所闻所见为基础，详细地描述了荷兰政府在殖民地强制推行的定植制度造成的农民的贫困，以及在税收制度推行时，政府和大量的税收代理人对农民造成的双重剥削。他强烈主张荷兰改变殖民政策，以更长久地保持对荷属东印度的统治。在结构上，这部小说非常独特，充满了各种风格，体裁和地点的转换，为其看似纷乱，但有着内层的联系，他的独特结构是对荷兰文学的创新。
穆尔塔图里这部小说问世后，立即在社会上引起了普遍的重视和议论，穆尔塔图里自己写到“我想点烟的时候，每个人都在给我递火柴”。1861年，穆尔塔图里写了《马格斯·哈弗拉尔》的续集《情书》，这是一部马克斯·哈弗拉尔和自己的妻子之间的书信集，其中加入了更多他在殖民政府任职时的笔记和档案。在不断的争议中，《马格斯·哈弗拉尔》的影响越来越大，加速了荷兰政府废除争议越来越大的定植制度，推进伦理制度的进行。此外，《马格斯·哈弗拉尔》被翻译成很多种文字，影响了其他国家殖民的政策的确定。

## 晚年的杂文创作
穆尔塔图里写作《马格斯·哈弗拉尔》这部小说除了希望披露殖民地人民生活的困境以外，也希望可以借此重新回到殖民政府工作。但小说出版后，政府对他提出控告的酋长进行了调查，但结果是他们是清白的。穆尔塔图里自此再无公职，常年在欧洲各国居无定所，处于贫困之中。当时很有影响力的荷兰作家Huet希望穆尔塔图里可以撰写一些中立性的报道类文章，比如报道当时的普奥战争以改善自己的生活，穆尔塔图里拒绝了这一任务，而是开始以杂文为主要体裁，对社会上的所有不合理现象加以批判。这些杂文约有一千三百篇，后来被汇集成七卷的《想法》。在这部杂文集中，穆尔塔图里使用自由的体裁和直率的风格抨击社会存在的宗教、政治、教育方面的种种偏见与歧视，现在已成为了解十九世纪低地国家生活的重要资料。 1869年穆尔塔图里迁往德国的尼德尔——英格海姆居住，并于1887年2月19日在贫病交加之中逝世。